# Waliszew Dworski
Waliszew Dworski – wieś w Polsce położona w województwie łódzkim, w powiecie łowickim, w gminie Bielawy. W 2011 roku zamieszkiwało ją 101 osób.
W XIX wieku wieś ta należała do rodziny Mazarakich herbu Newlin z Popowa.
W latach 1975–1998 miejscowość administracyjnie należała do województwa skierniewickiego.